# 아무도 없는 숲속에서
《아무도 없는 숲속에서》(영어: The Frog)는 넷플릭스에서 2024년 8월 23일 공개된 대한민국의 미스터리, 스릴러 드라마이다.

## 제작진

### 제작사
- 스튜디오플로우
- SLL

### 연출
- 모완일
- 고혜진
- 김성진

### 각본
- 손호영

## 등장 인물

### 주요 인물
- 김윤석 : 전영하 역
- 윤계상 : 구상준 역
- 고민시 : 유성아 역
- 이정은 : 윤보민 역 (청년 시절 : 하윤경 - 특별출연, 1~5회)

### 전영하 주변 인물
- 김성령 : 이성란 역 (특별출연, 3회, 8회)
- 노윤서 : 전의선(약사) 역 (특별출연, 3~4회, 7~8회)
- 이남희[2] : 박용채 역
- 이성욱 : 최경남 역
- 남지우 : 송지수 역

### 구상준 주변 인물
- 류현경 : 서은경 역
- 차미경 : 김경옥 역
- 박지환 : 박종두 역
- 홍기준 : 지향철 역
- 박찬열 : 구기호 역 (아역 : 최정후, 최신후)

### 유성아 주변 인물
- 장승조 : 하재식 역 (특별출연, 4회, 7~8회)
- 조여준 : 하시현 역
- 이승철 : 유 원장 역
- 조아라 : 최 관장 역

### 윤보민 주변 인물
- 김종태 : 강 형사 역
- 안상우 : 최정호 역
- 조은솔 : 김선태 역
- 이윤재 : 염동찬 역 (청년 시절 : 이가섭)
- 김소율 : 염희원 역
- 이도국 : 경찰서장 역

### 기타 인물
- 조우미 : 레이크뷰 여자 손님 1 역
- 남가예 : 레이크뷰 여자 손님 2 역
- 장예람 : 레이크뷰 여자 손님 3 역
- 김승겸 : 형사 1 역
- 강전영 : 형사 2 역
- 이의령 : 형사 3 역
- 최용진 : 부동산 사장 역
- 곽민석 : 김 이사 역
- 주인영 : 식당 주인 역
- 김동석 : 지수의 아버지 역
- 김주아 : 지수의 어머니 역
- 민응식 : 경찰서장 역
- 전시현 : 일진 역
- 양준모 : 커플 남 역
- 이세윤 : 커플 여 역
- 연제욱 : 우체부 기사 역
- 변중희 : 지향철의 어머니 역
- 임투철 : 교도관 1 역
- 김진복 : 교도관 2 역
- 안재원 : 오 경장 역
- 설유진 : 약사 1 역
- 홍석빈 : 중국집 사장 역
- 오해주 : 간호사 역
- 이재우 : 현장 형사 역
- 이선주 : 용채의 아내 역
- 배현경 : 용채의 큰 아들 역
- 이의준 : 용채의 손자 역

## 참고 사항
- 윤계상, 박지환, 홍기준은 2021년에 개봉한 영화 《유체이탈자》 이후로 3년 만에 재회하는 작품이다.

## 기타
- 2021년 JTBC 신인작가 극본공모전 시리즈 부문에서 우수상을 수상한 작품이다.
- 영어 제목이 'Alone in the Woods(가제)'에서 'The Frog'[3]로 변경되었다.

## 수상 목록
- 2024년 제11회 서울국제영화대상 여자 최고인기상 (고민시)